# Panagía (Monofátsi, Héraklion)
Panagía (grec moderne : Παναγία) est une localité située dans le dème de Gortyne, dans le district régional d'Héraklion, dans la periphérie de Crète, en Grèce.
Selon le recensement de 2011, elle compte 221 habitants.